# Zieleń miejska
Uzasadnienie: dyskusja

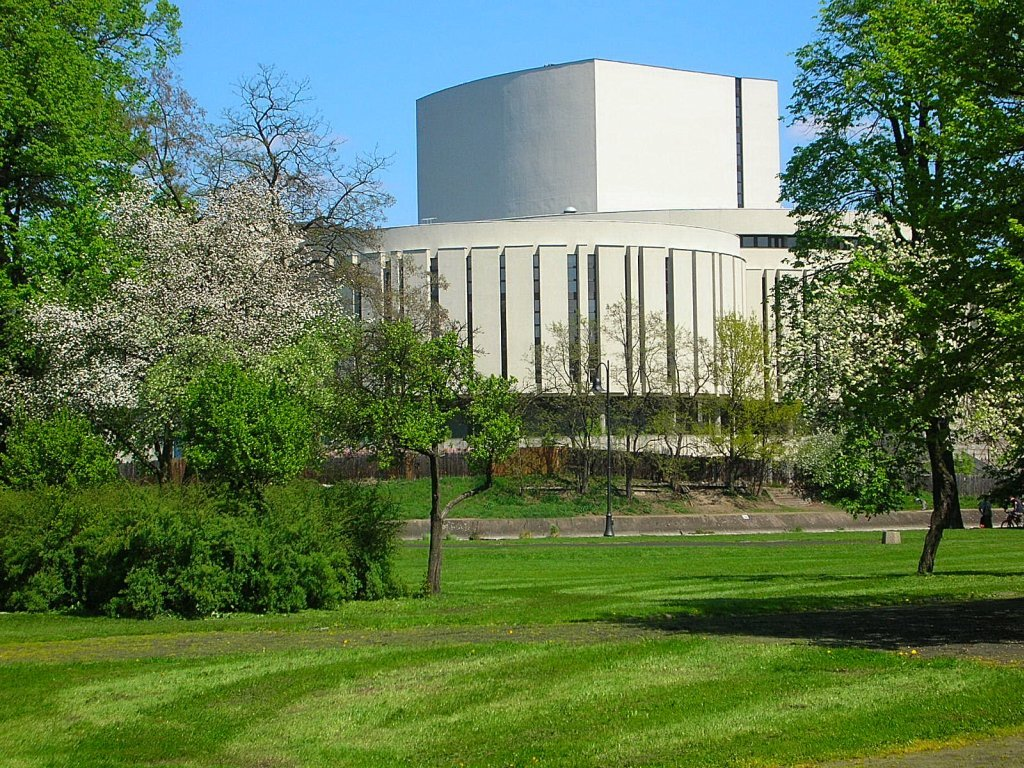
Wyspa Młyńska oaza zieleni w centrum Bydgoszczy

Zieleń miejska – tereny niezabudowane wewnątrz miasta, zajęte przez zaplanowane i utrzymane lub naturalne zespoły roślinności. Miejskie tereny zielone są najczęściej ogólnodostępne i spełniają funkcje wypoczynkowe, rekreacyjne, zdrowotne i estetyczne. Przyczyniają się do poprawy jakości życia w miastach i utrzymania bioróżnorodności – są siedliskami wielu gatunków roślin i zwierząt. Zieleń w miastach jest elementem kompozycji urbanistycznej – wpływa na charakter i wygląd ulic i placów, kształtuje i porządkuje wnętrze miasta.

## Rodzaje zieleni miejskiej

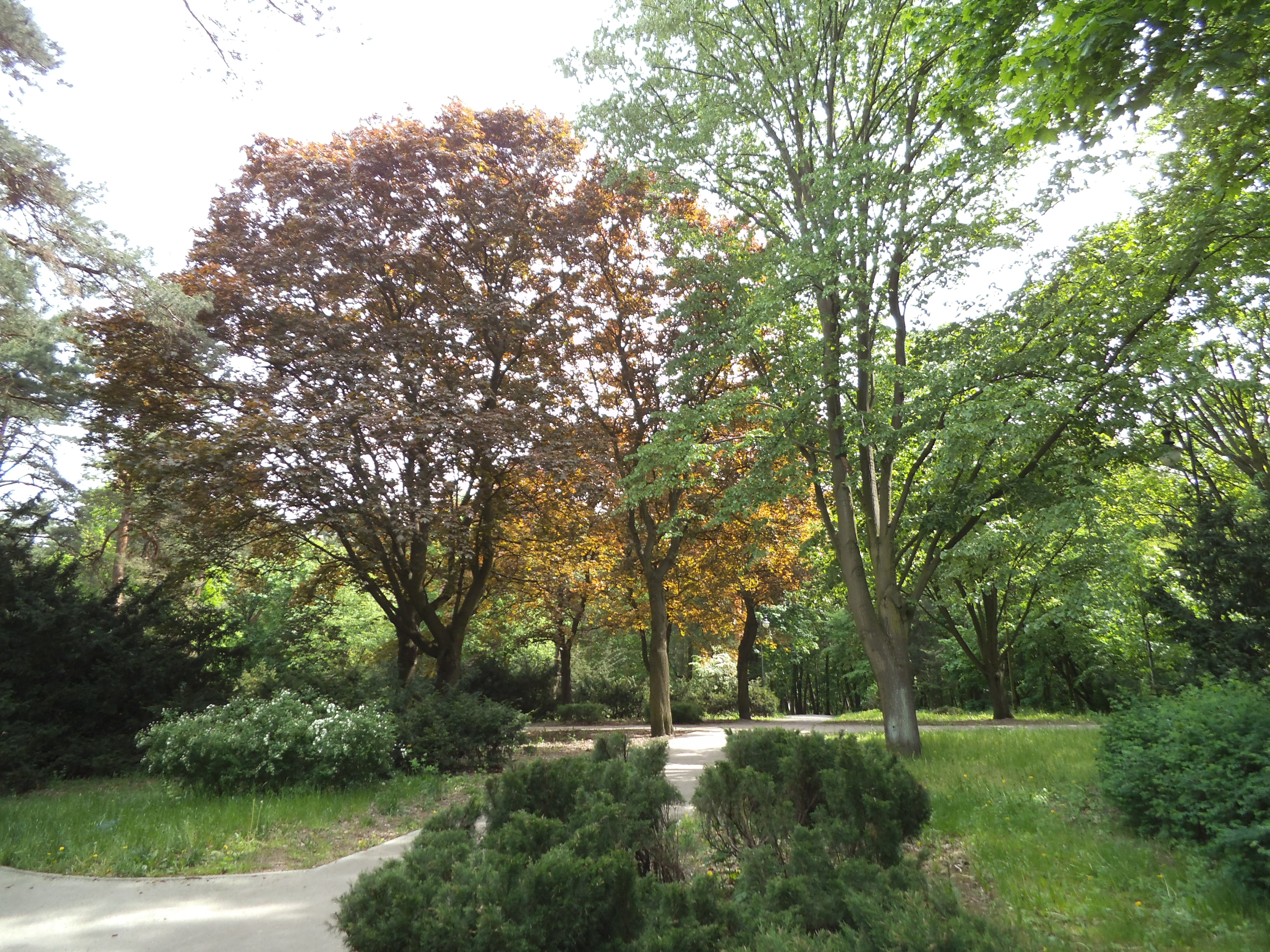
Fragment Parku Miejskiego w Toruniu

Do obszarów zieleni wewnątrz miast zaliczają się wszystkie tereny biologicznie czynne, położone w strefie zabudowy miejskiej.
Zieleń miejska to obszary zaprojektowane i utrzymane, takie jak:
- parki
- zieleńce (skwery)
- obiekty sportowe
- zieleń uliczna
- cmentarze
- ogródki działkowe i ogrody prywatne
- trawniki i klomby
- ogrody miejskie
- nasadzenia zieleni izolacyjnej
- uprawy balkonowe i zaokienne
- window farming
- ogród botaniczny
- palmiarnia

a również zieleń naturalna, zachowana w procesie tworzenia miasta:
- lasy i zadrzewienia podmiejskie
- łąki
- skupiska zieleni przy zbiornikach i ciekach wodnych oraz pozostawione elementy zieleni izolacyjnej

## Ochrona zieleni w miastach
Zieleń miejska podlega ochronie. Tereny przeznaczone na tereny zieleni i rekreacyjne określone są zapisami w planach zagospodarowania przestrzennego. Plany takie określają rodzaj przeznaczenia terenu oraz zasady zagospodarowywania terenów miejskich. Wytycza się również strefy ochronne wokół istotnych obszarów zieleni.
Tereny zielone rozpatruje się także pod kątem ich wartości przyrodniczej. W uzasadnionych przypadkach obejmuje się je ochroną prawną. Formy ochrony terenów zielonych w miastach to: obszary chronionego krajobrazu, ochrona gatunkowa, pomniki przyrody, użytki ekologiczne, zespoły przyrodniczo-krajobrazowe. Objąć ochroną zieleń miejską może rada gminy, jeżeli nie zrobił tego wojewoda lub w przypadku ochrony gatunkowej – Minister Środowiska.

## Funkcje zieleni w miastach
Zieleń miejska na terenach silnie zurbanizowanych to bardzo ważny składnik układów urbanistycznych, planowanych i istniejących, w których istnieje możliwość stworzenia czy też przywrócenia zieleni (obiekty przyrodnicze o formach naturalnych, półnaturalnych i przetworzonych oraz rozmaite założenia ogrodowe istniejące samoistnie lub towarzyszące budowlom).
Tereny zieleni miejskiej pełnią funkcje:
- rekreacyjne,
- ekologiczne
- zdrowotne,
- społeczne i ekonomiczne[1],
- wpływają na złagodzenie lub eliminację uciążliwości życia w miastach,
- kształtują układy urbanistyczne,
- wprowadzają ład przestrzenny,
- nadają specyficzny i indywidualny charakter miastu.

Zieleń miejska oddziałuje również na człowieka przez możliwość kontaktu z naturą. Takie funkcje pełnią: parki i ogrody, ogródki działkowe, cmentarze, tereny sportowe, pasy zieleni, zadrzewienia przyuliczne.
Według ustawy z dnia 31 stycznia 1980 r. o ochronie i kształtowaniu środowiska (Dz. U. 94.49.196 z późn. zm.) przez pojęcie zieleni miejskiej należy rozumieć: „zespoły roślinności spełniające cele wypoczynkowe, zdrowotne i estetyczne, a w szczególności: parki, zieleńce, zieleń na placach, ulicach, zieleń izolacyjna i pracownicze ogrody działkowe" (art. 3 ust. 15).
Funkcje zieleni w mieście:
- Zdrowotne i biologiczne – zieleń pełni funkcję ochronną dla mieszkańców miasta, osłania od kurzu, dymu, a także od silnych wiatrów. Odpowiada również za tłumienie hałasu powstającego przy szlakach komunikacyjnych i kolejowych, polegające na rozpraszaniu lub pochłanianiu dźwięków. Roślinność ma duże znaczenie przy oczyszczaniu powietrza poprzez gromadzenie pyłów na powierzchni swoich liści, a także jednoczesne produkowanie tlenu. Dzięki swoim właściwościom wpływa na modyfikowanie wilgotności gleby oraz powietrza, co wpływa na mikroklimat miasta.
- Społeczne, psychiczne i wychowawcze – tereny zieleni miejskiej są miejscem wypoczynku czynnego i biernego. Umożliwiają uprawianie sportów, spacerowanie oraz zabawy dziecięce, co ułatwia odpoczynek i poprawia samopoczucie. Kontakt z naturą jest ważny dla prawidłowego rozwoju człowieka, uczy szacunku nie tylko dla zieleni, ale również dla zwierząt, żyjących w parkach, zieleńcach czy bulwarach. Funkcję dydaktyczną pełnią ogrody botaniczne i zoologiczne.
- Estetyczne, artystyczne i plastyczne – zieleń charakteryzuje się dużą zmiennością sezonową chociażby przez różne barwy liści w poszczególnych porach roku, dzięki temu wprowadza urozmaicenie do struktury miasta i stwarza wyraźny kontrast z miejską zabudową. Roślinność wpływa na kształtowanie krajobrazu miasta i nadaje mu specyficznego charakteru, podkreśla jego architekturę i stanowi dopełnienie.
- Ochronne – stwarzanie różnego rodzaju osłon wzdłuż szlaków komunikacyjnych, które mają za zadanie ochronę jezdni przed nawiewaniem śniegu i przed silnymi wiatrami. Stosuje się również pasy zieleni izolacyjnej chroniące przed nawiewaniem pyłów od ulic czy fabryk na osiedla mieszkaniowe. Roślinność pełni dużą rolę przy maskowaniu obiektów wojskowych.
- Przeciwpożarowe – zieleń stanowi barierę dla rozprzestrzeniającego się ognia oraz spowalnia jego przenoszenie na dalsze tereny, o ile jest dostatecznie wilgotna.

[Pokorski J., Siwiec A., 1998: Kształtowanie terenów zieleni]

## Urbanizacja a zieleń w mieście
Chaotyczny rozwój miast, nieregulowany planem miejscowym i niekontrolowany przez właściwe instytucje, wpływa niekorzystnie na zieleń w mieście poprzez:
- zmniejszenie ilości terenów zieleni ze względu na nieregulowaną działalność inwestycyjną,
- zmniejszenie różnorodności biologicznej poprzez likwidowanie naturalnych skupisk roślinności,
- zmniejszenie ilości terenów leśnych i przeznaczanie ich pod zabudowę